# Pseudobybe
Pseudobybe is een kevergeslacht uit de familie van de boktorren (Cerambycidae). De wetenschappelijke naam van het geslacht werd voor het eerst geldig gepubliceerd in 1962 door Breuning.

## Soorten
Pseudobybe is monotypisch en omvat slechts de volgende soort:
- Pseudobybe gilmouri Breuning, 1962